# Новые смешанные диалекты польского языка

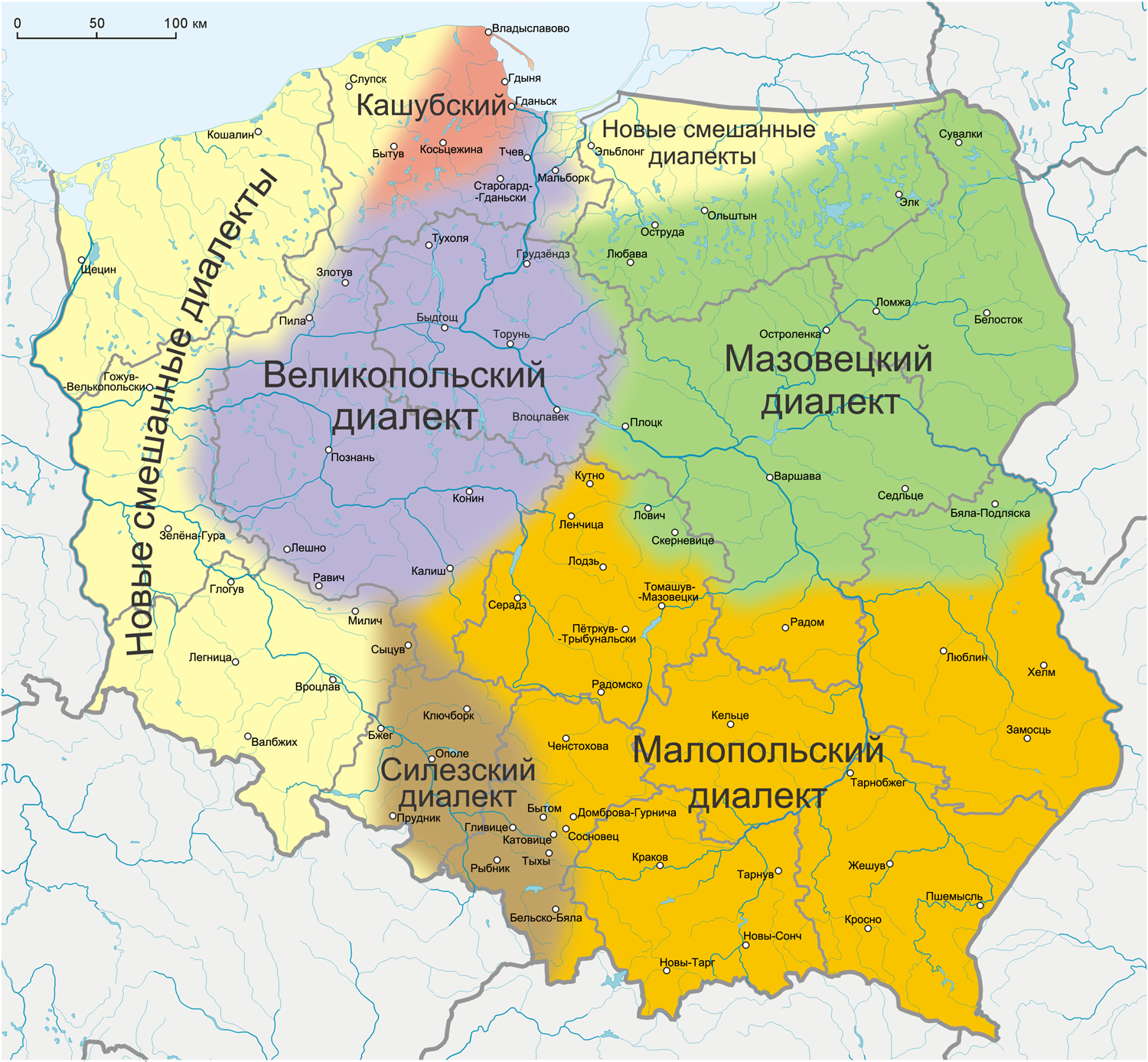
Новые смешанные диалекты на карте диалектов польского языка, составленной на основе работ С. Урбанчика с изменениями и дополнениями

Но́вые сме́шанные диале́кты по́льского языка́ (пол. nowe dialekty mieszane) — диалекты польского языка различного происхождения, распространённые на территории возвращённых земель северной, северо-восточной и западной Польши. Сложились по большей части в результате переселения на данную территорию носителей разных польских диалектов после второй мировой войны, в настоящее время активно вытесняются общепольской литературной нормой.
Новые смешанные диалекты не представляют собой языкового единства, они условно объединены в одну группу по общей для них истории происхождения, так же условным для данных диалектов является название «смешанные».
На вновь заселённых землях в процессе языковых контактов носителей различных польских диалектов, как предполагали К. Дейна и некоторых другие польские диалектологи, должны были сложиться новые говоры смешанного типа, однако изучение данных говоров современными исследователями показывает, что на землях западной и северной Польши процесса смешения почти не происходит, представители генетически разных диалектов (в первую очередь это касается представителей молодого поколения) начинают переходить на литературный польский язык, в котором могут в той или иной степени сохраняться диалектизмы разнородного происхождения.

## Область распространения
Территория распространения новых смешанных диалектов занимает северные, северо-восточные и западные районы Польши, охватывая современные Нижнесилезское, Любушское и Западно-Поморское воеводства, а также северо-западную часть Поморского воеводства и северную часть Варминско-Мазурского воеводства.
Северо-восточная часть новых смешанных говоров расположена на территории Восточной Пруссии к северу и западу от говоров мазовецкого диалекта (северо-западных немазуракающих и мазурских говоров), к востоку от говоров великопольского диалекта (главным образом кочевских и мальборских говоров) и к югу от района распространения русского языка (Калининградская область России).
Северо-западная и западная части новых смешанных говоров расположены на территории Западного Поморья и Любушской земли, с востока новые смешанные говоры этой области граничат с говорами кашубского языка и великопольского диалекта (боровяцкими, крайняцкими и западновеликопольскими), с запада — с областью распространения немецкого языка.
Юго-западная часть новых смешанных говоров расположена на территории Нижней Силезии к юго-западу от говоров великопольского диалекта и к западу от говоров силезского диалекта, на западе они граничат с немецким и лужицкими языками, на юге — с чешским языком.

## История
Новые смешанные диалекты распространены на территориях, исторически заселённых славянскими племенами лехитов и балтийскими племенами пруссов (2-я половина I тыс. н. э.), в результате захвата данных территорий немецкими государствами и в процессе германской колонизации, усилившейся к XIII—XVI веках, славянские и прусские говоры были вытеснены немецким языком. Говоры славян в Силезии сменились немецкими силезскими диалектами, в Западном Поморье — померанскими диалектами, в Восточной Пруссии говоры пруссов сменили нижнепрусский и верхнепрусский диалекты немецкого языка. Славянское население в разных районах германизировалось с разной степенью интенсивности, в некоторых областях оно сохранялось до XX века, наиболее крупный массив сохранившихся славянских говоров — кашубский в Поморье.
После второй мировой войны территории Западного Поморья, Нижней Силезии, Восточной Пруссии и другие, принадлежавшие Германии, по условиям международных Ялтинской и Потсдамской конференций в 1945 году, а также в результате двусторонних договоров с СССР в 1945—1956 годах были переданы Польше, отчасти в качестве компенсации за территории, отторгнутые на востоке от Польши в 1939 году. Бо́льшая часть немецкого населения возвращённых земель была депортирована, на их место переселялись поляки из различных районов Польши (в предвоенных границах), преимущественно из районов II Речи Посполитой к востоку от Буга, то есть из бывших восточных окраин («кресов»), а также из центральных, южных (Подкарпатье) и реже из некоторых других частей Польши, из юго-восточных районов были насильственно переселены лемки и украинцы в ходе операции «Висла».
Состав говоров на возвращённых территориях в послевоенное время:
- местные (автохтонные) польские говоры, сохранившиеся в некоторых районах возвращённых земель;
- немецкие говоры небольшой части немецкого населения, оставшегося в Польше;
- польские говоры переселенцев с исконной этнической территории Польши, прежде всего малопольские (из разных районов Малой Польши), а также великопольские и мазовецкие;
- периферийные польские говоры, северные (говоры переселенцев с территории современных Литвы и Белоруссии) и южные (говоры переселенцев с территории современной Украины, румынской Буковины и других районов);
- лемковские говоры с юго-восточных территорий современной Польши;
- языки некоторых национальных меньшинств (цыган в Нижней Силезии и других).

Языковая ситуация в северной и западной Польше складывалась в разных регионах и даже отдельных населённых пунктах неодинаково, в одних регионах отсутствовал преобладающий диалект у разнодиалектного и даже разноязычного населения, в других регионах, чаще в населённых пунктах, носители одного диалекта расселялись компактно или преобладали численно над носителями других диалектов. В первом случае процесс разрушения говоров шёл быстро, носители разных говоров для общения между собой переходили на усвоенный ими в различной степени литературный польский язык, во втором случае в однородных в языковом отношении группах населения местные говоры сохранялись лучше и воздействие на них литературного языка было не таким интенсивным.